# Ismael Falcón
Ismael Gómez Falcón est un footballeur espagnol né le 24 avril 1984 à Cadix. Il évolue au poste de gardien de but au Hércules de Alicante.

## Palmarès
Vierge